# YENレコード・ヒストリー
YENレコード・ヒストリー/YENシングルス+α（英: YEN records history/YEN singles+α）またはYENレーベル・ツイン・ベストは、アルファレコードより1988年11月28日に発売されたベスト・アルバム。1991年9月21日に再発。

## 概要
かつて細野晴臣と高橋幸宏によりアルファレコードに設立されたYENレーベルのシングル作品が収録されており、CDのみでリリースされた。
同時期、アルファレコードはCD2枚組のベスト・アルバム「ツイン・ベスト2 by 1」シリーズを展開しており、他にはイエロー・マジック・オーケストラ『Y.M.O.ヒストリー』、松任谷由実『YUMING HISTORY』などがリリースされている。

## 収録曲

### DISC 1
1. 三国志メイン・テーマ／細野晴臣
2. 三国志ラヴ・テーマ／細野晴臣、小池玉緒
3. 銀輪は唄う／ゲルニカ
4. マロニエ読本／ゲルニカ
5. ARE YOU RECEIVING ME?／高橋幸宏
6. AND I BELIEVE IN YOU／高橋幸宏
7. 君に、胸キュン。／イエロー・マジック・オーケストラ
8. CHAOS PANIC／イエロー・マジック・オーケストラ
9. 一人のエジプト人 -Sex Symbol Strikes Back-／立花ハジメ
10. 二人のエジプト人 -AB1013-／立花ハジメ
11. 前兆／高橋幸宏
12. ANOTHER DOOR／高橋幸宏
13. 過激な淑女／イエロー・マジック・オーケストラ
14. SEE-THROUGH／イエロー・マジック・オーケストラ
15. 鏡の中の十月／小池玉緒
16. AUTOMNE DANS UN MIROIR／小池玉緒

### DISC 2
1. 以心電信／イエロー・マジック・オーケストラ
2. 希望の河／イエロー・マジック・オーケストラ
3. STICKY MUSIC／サンディー&ザ・サンセッツ
4. THE MIRRORS OF EYES／サンディー&ザ・サンセッツ
5. レーダーマン／戸川純
6. 母子受精／戸川純
7. 月世界旅行／アポジー&ペリジー
8. 真空キッス／アポジー&ペリジー
9. 「四月の魚」テーマソング -Poisson D'avril-／高橋幸宏
10. 君にサープライズ!／高橋幸宏
11. REPLICANT J.B. (Remix Edit Version)／立花ハジメ
12. SUPER XEVIOUS[注釈 1]
13. GAPLUS[注釈 2]
14. THE TOWER OF DRUAGA[注釈 2]